# Mirror of Souls
Theocracy är det amerikanska progressiva power metal-bandet Theocracys andra studioalbum, utgivet i november 2008 på Ulterium Records, och i Japan på Soundholic.
Till skillnad från debuten är detta album Theocracys första som ett fullskaligt band. 

## Låtlista
1. "A Tower of Ashes" – 4:44
2. "On Eagles' Wings" – 4:12
3. "Laying the Demon to Rest" – 9:37
4. "Bethlehem" – 5:51
5. "Absolution Day" – 6:47
6. "The Writing in the Sand" – 6:44
7. "Martyr" – 7:39
8. "Mirror of Souls" – 22:26

Bonusspår på den japanska utgåvan
1. "Wages of Sin" – 3:26

## Medverkande
Musiker
- Matt Smith – sång, körsång, gitarr, basgitarr, keyboard
- Jonathan Hinds – gitarr, körsång
- Shawn Benson – trummor, körsång

Bidragande musiker
- Donna Smith – piano
- Seth Filkins – körsång
- Patrick Parris – körsång
- Harmon Caldwell – körsång
- Sean Conklin – gitarr
- Daniel Collins – talkboxgitarr

Produktion
- Matt Smith – producent, inspelningstekniker, mixning
- Emil Westerdahl – exekutiv producent
- Mika Jussila – mastering
- Robert Wilson – omslagskonst
- Ryan Clark – albumkonst
- Felipe Machado Franco – albumkonst, layout
- Esa Ahola – foto